# LG G Flex
LG G Flex — Android-фаблет, разработанный и производимый компанией LG. Впервые представленный компанией 27 октября 2013 года для выпуска в Южной Корее и имеющий сходство со своей моделью G2, смартфон является первым смартфоном компании, оснащенным гибким дисплеем, а также «самовосстанавливающейся» задней крышкой, которая может восстанавливать небольшие потертости самостоятельно.
G Flex был встречен неоднозначными отзывами критиков, которые охарактеризовали устройство как доказательство концепции передовой технологии гибкого экрана, а не как устройство, ориентированное на массовый рынок. В то время как G Flex хвалили за его долговечность, производительность и видимость экрана, его раскритиковали за то, что он слишком похож по аппаратному обеспечению, программному обеспечению и дизайну на G2, имея дисплей с низким разрешением, который страдал от шума и проблем с остаточным изображением, а также за то, что не представили веских аргументов в пользу изогнутого дисплея в связи с высокой ценой устройства.
В январе 2015 года его сменил LG G Flex 2.

## История
В мае 2013 года LG объявила, что представит прототипы двух сгибающихся OLED-дисплеев на выставке, организованной Обществом информационного дисплея; 55-дюймовый телевизор и 5-дюймовый «небьющийся» дисплей, предназначенный для мобильных устройств. В октябре 2013 года слухи от «человека, знакомого с планами запуска компании» предполагали, что LG планирует выпустить фаблет с изогнутым 6-дюймовым OLED-дисплеем, известный как «G Flex».
27 октября 2013 года LG официально представила G Flex для выпуска в Южной Корее в ноябре 2013 года, а позже объявила о выпуске в Европе и остальных странах Азии. Хотя LG еще не подтвердила выпуск в Северной Америке, вариант, поддерживающий сети операторов связи США, был одобрен Федеральной комиссией по связи в ноябре 2013 года. На выставке Consumer Electronics Show в январе 2014 года LG объявила о выпуске G2 в США несколькими крупными операторами связи.
В марте 2014 года LG выпустила онлайн-рекламу для продвижения G Flex, в которой устройство изображалось как «самый человечный телефон из когда-либо существовавших». Реклама была встречена вниманием средств массовой информации, которые сочли ее странной: автор TechCrunch дошел до того, что назвал ее худшей рекламой смартфона за всю историю, а Кейт Хатчингтон из The Guardian назвала ее «более тревожной, чем акт отведи свою маму в «Нимфоманку» в День матери».

## Технические характеристики
Физический дизайн G Flex напоминает LG G2, состоящий из поликарбонатного корпуса с кривизной 700 миллиметров (28 дюймов), с кнопками регулировки громкости и питания, расположенными на задней панели устройства непосредственно под камерой — кнопка питания также содержит светодиодная лампа, которую можно использовать в качестве индикатора уведомлений. Задний корпус G Flex выглядит как «полированный металл» и имеет «самовосстанавливающееся» покрытие, которое может устранить мелкие царапины и потертости. LG заявила, что изогнутый дизайн будет более «естественным», если его держать у головы во время телефонных звонков, и снизит уровень бликов на дисплее. Несмотря на то, что телефон может выдерживать сгибание — во время внутренних испытаний его сто раз сгибали под давлением 88 фунтов (40 кг) без какого-либо необратимого повреждения его формы, LG решила сохранить уровень жесткости конструкции G Flex, чтобы обеспечить премиальное ощущение. Внутреннее оборудование G Flex почти идентично G2: четырехъядерный процессор Snapdragon 800 с тактовой частотой 2,26 ГГц, 2 ГБ ОЗУ, поддержка сетей LTE или LTE Advanced, где доступно, 32 ГБ встроенной памяти и инфракрасный излучатель. Однако, в отличие от G2, дисплей G Flex представляет собой 6-дюймовый (15 см) гибкий OLED-дисплей с разрешением 720p, покрытый стеклом Gorilla Glass, а также несъемный аккумулятор емкостью 3500 мАч, специально оптимизированный для изогнутого форм-фактора G Flex - он огибает рамку, чтобы заполнить любое пустое пространство; LG утверждает, что это первая в мире изогнутая батарея.
Возможность снимать в разрешении 4K (2160p) была добавлена в последующем обновлении программного обеспечения.

### Программное обеспечение
G Flex поставляется с Android 4.2.2 «Jelly Bean» с таким же пользовательским интерфейсом и программным обеспечением, что и G2. Было добавлено несколько незначительных новых функций, в том числе режим многозадачности с разделенным экраном с двумя окнами, а наряду с существующими параметрами оптимизации G2 для использования одной рукой, возможность перемещать все экранные навигационные клавиши в одну сторону от экрана. экран. Помимо отсутствия оптической стабилизации изображения (которая была исключена из-за того, что датчик изображения был бы слишком высоким для корпуса устройства), 13-мегапиксельная камера G Flex аналогична G2 с добавлением нового «Отслеживание лица». режим съемки, чтобы помочь пользователям делать фотографии, содержащие себя, с помощью задней камеры, которая автоматически фокусируется на лице пользователя и использует кнопку питания.
В марте 2014 года LG начала выпуск обновления для Android 4.4.2 «KitKat». Наряду с другими улучшениями, обновление добавляет «Knock Code», функцию безопасности, представленную в LG G Pro 2, которая позволяет пользователям разблокировать свое устройство последовательным касанием определенных квадрантов экрана.
LG G Flex официально не будет обновлен до Android 5.0 «Lollipop».

## Прием
G Flex получил неоднозначные отзывы. Дизайн G Flex получил высокую оценку за его долговечность и гибкость, а Engadget сообщил, что они «много толкали и тянули устройство, чтобы проверить его физические пределы, и ни одно из наших усилий не привело к растрескиванию или какому-либо повреждению устройства. шасси." Однако The Verge посчитала, что «самовосстанавливающаяся» задняя крышка была недостаточно эффективной после того, как она не смогла восстановиться после царапины от ключа, сравнивая ее с Росомахой, которая могла исцеляться только от порезов бумагой. Сам дизайн телефона подвергся резкой критике за то, что он тусклый и слишком похож на G2. Хотя его хвалили за производительность и время автономной работы, аппаратное и программное обеспечение G Flex также подвергалось резкой критике за то, что оно слишком похоже на G2, а его программное обеспечение, в частности, подвергалось критике за отсутствие каких-либо функций, специально предназначенных для использования преимуществ изогнутого экрана (помимо того, что обои экрана блокировки наклоняются вместе с телефоном), и за снятие оптической стабилизации изображения с камеры.
Изогнутый дисплей G Flex получил высокую оценку за хорошие углы обзора и уровни яркости, а также, как и было обещано, за более низкий уровень бликов, чем у большинства смартфонов. Однако дисплей подвергался критике за значительно более низкое разрешение, чем у других флагманских телефонов, и зернистый вид, в то время как Ars Technica также заметила проблемы с остаточным изображением и неравномерным освещением содержимого экрана. Также было отмечено решение LG представить свой гибкий дисплей на ненормально большом телефоне; В ответ на заявление LG о том, что дисплей обеспечивает более «захватывающий» опыт просмотра фильмов, The Verge считает, что «он иммерсивный из-за огромного размера дисплея. И мне все равно, из чего он сделан: 6 дюймовый смартфон никогда не будет чувствовать себя комфортно на моем лице, пока я звоню по телефону».
В конечном итоге Engadget поставил G Flex 83 балла из 100, отметив, что устройство представляет собой «нечто среднее между символом статуса и подтверждением концепции в некоторых отношениях», но утверждая, что устройство было слишком дорогим, стоимостью около 940 долларов США и рекомендовал потребителям дождаться вариантов с более «разумными» ценами, прежде чем рассматривать возможность покупки смартфона с изогнутым экраном. The Verge поставила G Flex 7 баллов из 10, утверждая, что, учитывая его высокую цену, в изогнутом экране, используемом в G Flex, нет ничего «убедительного», и что он «чувствовал себя как техническая демонстрация, исследование и разработка». прототип, который был случайно заменен в транспортировочном ящике с G2. LG просто решила использовать его, выставить G Flex на продажу и посмотреть, что произойдет».